# اجانسی (میسوری)
اجانسی، میسوری (به انگلیسی: Agency, Missouri) یک منطقهٔ مسکونی در ایالات متحده آمریکا است که در میزوری واقع شده‌است.

## خصوصیات
اجانسی ۱۱٫۱۴ کیلومترمربع مساحت و ۶۸۴ نفر جمعیت دارد و ۲۵۲ متر بالاتر از سطح دریا واقع شده‌است.